# Villa Laguna La Brava
Villa Laguna La Brava es una localidad argentina ubicada en el partido de Balcarce, provincia de Buenos Aires. 

## Ubicación
Se encuentra en la orilla Norte de la laguna La Brava, sobre la Ruta Nacional 226, 30 km al este de Balcarce y 40 km al oeste de Mar del Plata.

## Características
Es considerado mayormente como un suburbio adinerado (aunque en los sectores periféricos cercanos al campo abierto se aprecian algunas viviendas humildes) de la ciudad de Balcarce.  En este lugar se encuentran tanto pequeñas explotaciones ganaderas  cuyos animales ocasionalmente vagan sueltos por las cercanías(principalmente gallinas, ovejas y caballos); como hoteles , hosterías y estancias turísticas relativamente lujosas. 

## Economía
La principal actividad económica es el turismo, que aprovecha las lagunas de la Laguna La Brava para la práctica de pesca y actividades náuticas, además el paisaje se ve favorecido por la presencia de sierras en los alrededores. En 2011 se estaba construyendo en el lugar una delegación municipal y centro de informes turísticos. La villa cuenta con camping, cabañas, un club náutico y un club de pesca. También se realizan actividades de observación astronómica de parte de especialistas de la zona, gracias a la baja tasa de contaminación lumínica del lugar.

## Historia
El lugar estuvo poblado desde hace por lo menos 8 mil años, según lo reflejan restos de actividad humana en cuevas cercanas. Los primeros blancos en asentarse en el lugar fueron los jesuitas hacia 1741. Dos años más tarde los mapuches forzaron el alejamiento de los sacerdotes, dominando el paraje hasta pasado el año 1800. El primer dueño fue Patricio Lynch Roo, quien recibió en 1824, por ley de Enfiteusis, 30,5 leguas cuadradas. En 1877 Agustín Molina y Juana Leloir adquirieron 8 mil hectáreas sobre la laguna y crearon la Estancia Laguna Brava, que se dedicó inicialmente al ganado ovino. Al morir Molina, las tierras se reparten entre sus numerosos herederos. En 1948 la familia Molina de Bustamante loteó 150 hectáreas, que componen la actual villa, dejando como camino principal la calle rodeada de eucaliptos que unía las tres casas principales del campo.

## Población
Cuenta con 115 habitantes (Indec, 2010), lo que representa un descenso del 34% frente a los 174 habitantes (Indec, 2001) del censo anterior.
| Gráfica de evolución demográfica de Villa Laguna La Brava entre 1991 y 2010 |
|                                                                             |
| Fuente: Censos nacionales del INDEC.                                        |